# La Noche Triste

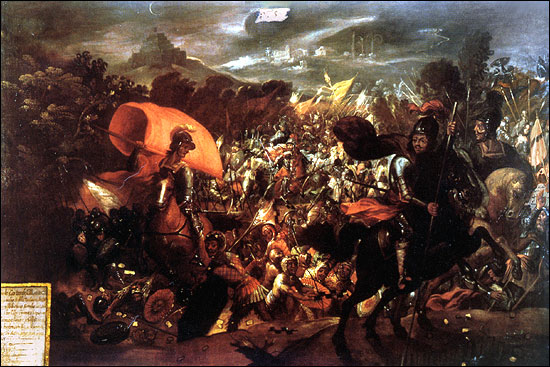
La Noche Triste, dipinto di autore ignoto, seconda metà del XVII secolo.

La Noche Triste (la notte triste) fu un episodio accaduto durante la conquista spagnola del Messico.
Durante la notte del 1º luglio 1520 la spedizione guidata da Hernán Cortés fu quasi totalmente annientata dagli Aztechi.

## Prologo
La spedizione di Cortés arrivò a Tenochtitlán, la capitale azteca, l'8 novembre 1519 e poco dopo aveva già sottomesso Montezuma II, l'Hueyi Tlatoani azteco.  Nei sei mesi seguenti, Cortés e i suoi alleati autoctoni, i Tlaxcalteca, furono sempre più ospiti sgraditi nella capitale.
In giugno, dal Golfo del Messico a Cortés arrivò notizia che un gruppo molto più numeroso di Spagnoli era stato mandato dal Governatore di Cuba Velázquez per arrestare Cortés per insubordinazione. Lasciando Tenochtitlán nelle mani del suo fidato tenente, Pedro de Alvarado, Cortés marciò fino alla costa, e sconfisse la spedizione cubana guidata da Pánfilo de Narváez. Quando Cortés raccontò ai soldati sconfitti della città dell'oro, Tenochtitlán, essi decisero di unirsi a lui.
Durante la sua assenza, Alvarado guidò un attacco apparentemente immotivato (secondo i resoconti aztechi spinti dalla propria brama d'oro, secondo quelli spagnoli per interrompere un sacrificio umano) contro molti nobili Aztechi nel tempio principale, uccidendo dozzine o centinaia di essi. L'episodio è ricordato come il Massacro del Templo Mayor.
Al suo ritorno in giugno, Cortés scoprì che gli Aztechi avevano eletto un nuovo Hueyi Tlatoani, Cuitláhuac, non così ben disposto verso i Conquistadores. Poco tempo dopo, gli Aztechi circondarono il palazzo che ospitava gli Spagnoli e Montezuma. Cortés ordinò a Montezuma di parlare alla sua gente da una balconata del palazzo e convincerla a lasciar ritornare gli Spagnoli in pace verso la costa. Montezuma fu insultato ("femmina degli spagnoli!") e gli vennero tirate pietre e frecce. Cadde per quella che fu definita una commozione cerebrale. Montezuma morì alcuni giorni dopo, avvilito e depresso, se per le ferite o vittima degli Spagnoli, non è dato sapere.

## LaNoche Triste
Sotto assedio, con scarse provviste di cibo e acqua, Cortés decise di fuggire dalla città. I ponti su quattro delle otto strade rialzate che entravano in città erano stati rimossi, perciò fu costruito un ponte mobile. L'oro e il resto del bottino sottratto agli Aztechi fu diviso in pacchi; molti degli Spagnoli si erano caricati di quanto più oro potessero portare, malgrado le raccomandazioni dei loro comandanti. Gli zoccoli dei cavalli furono avvolti in panni per attutire il rumore.
Nella notte del 1º luglio, 1520, il suo piccolo esercito lasciò il proprio avamposto e mosse verso ovest, verso la strada di Tlacopan. Quest'ultima era apparentemente incustodita - forse a causa della pioggia, della disattenzione o incapacità degli Aztechi di prevedere un attacco notturno - e gli Spagnoli riuscirono a passare inosservati, e a farsi strada attraverso la città addormentata. Prima di raggiungere la strada però, furono notati da guerrieri Aztechi, che diedero l'allarme.
La battaglia fu feroce. Quando gli Spagnoli e i loro alleati raggiunsero il ponte, centinaia di canoe apparvero nelle acque circostanti per fermare il piccolo esercito. Gli Spagnoli e i loro alleati nativi si fecero strada combattendo sotto la pioggia, a volte usando il ponte mobile per coprire i fossati, sebbene col proseguire della battaglia alcuni di questi si fossero talmente riempiti di macerie e corpi che i fuggitivi riuscivano a camminarci sopra. In alcuni casi, l'oro e l'equipaggiamento appesantivano i conquistadores a tal punto che questi morivano affogati.
Cortés affermò che solo 150 Spagnoli morirono assieme a 2 000 alleati nativi. Thoan Cano, un'altra primaria fonte di informazioni, stima in 1150 il numero di morti tra gli spagnoli (probabilmente più del numero totale degli spagnoli stessi) mentre Francisco López de Gómara, il cappellano di Cortes, affermò che fossero morti 450 spagnoli e approssimativamente 4000 alleati. Le fonti riportano che nessuno degli uomini coinvolti nella battaglia ne uscì illeso. Cortés, Alvarado e gli altri soldati più abili riuscirono ad aprirsi la strada fuori da Tenochtitlán e quindi a fuggire. Tra le donne sopravvissute sono incluse María Estrada, l'amante di Cortés La Malinche, l'amante di Alvarado, e due delle figlie di Montezuma affidate a Cortés. (Una terza morì, a quanto pare lasciando dietro di sé la bambina avuta da Cortés, la misteriosa seconda "María" così chiamata per sua volontà).

## Successivi sviluppi
Quella notte, con La Malinche al suo fianco, Cortés sedette sotto un grande albero di kapok e pianse per la perdita dei propri uomini e della gran parte di quello che aveva fino ad allora conquistato.
Ulteriori battaglie attendevano gli spagnoli e i loro alleati mentre procedevano verso la parte finale a nord del lago Zumpango. Due settimane dopo, nella battaglia di Otumba, non lontano da Teotihuacan, si voltarono per affrontare gli inseguitori aztechi, sconfiggendoli - secondo quanto dice Cortés, fu lui stesso a uccidere il loro capitano - e dando agli spagnoli abbastanza vantaggio da permettere loro di raggiungere Tlaxcala.
Fu lì che Cortés pianificò l'assedio di Tenochtitlan e la distruzione finale dell'Impero Azteco.

### Fonti primarie
- Hernan Cortés, Letters — available as Letters from Mexico translated by Anthony Pagden (1986) ISBN 0-300-09094-3
- Díaz del Castillo, Bernal, The Conquest of New Spain, J.M. Cohen (trans.), Penguin Classics, 1963  [ca. 1568], ISBN 0-14-044123-9.
- León-Portilla, Miguel (Ed.), The Broken Spears: The Aztec Account of the Conquest of Mexico, Ángel María Garibay K. (Nahuatl-Spanish trans.), Lysander Kemp (Spanish-English trans.), Alberto Beltran (illus.), Expanded and updated edition, Boston, Beacon Press, 1992  [1959], ISBN 0-8070-5501-8.

### Fonti secondarie
- Conquest: Cortés, Montezuma, and the Fall of Old Mexico di Hugh Thomas (1993) ISBN 0-671-51104-1
- Cortés and the Downfall of the Aztec Empire di Jon Manchip White (1971) ISBN 0-7867-0271-0
- History of the Conquest of Mexico.  di William H. Prescott ISBN 0-375-75803-8
- The Rain God cries over Mexico di László Passuth
- Seven Myths of the Spanish Conquest by Matthew Restall, Oxford University Press (2003) ISBN 0-19-516077-0
- The Conquest of America di Cvetan Todorov (1996) ISBN 0-06-132095-1